# Incendio del castello di Windsor del 1992
Il 20 novembre 1992 scoppiò un incendio nel castello di Windsor, il secondo castello abitato più grande al mondo e una delle Residenze ufficiali reali del Regno Unito. Il castello subì ingenti danni ma fu completamente restaurato negli anni successivi ad un costo di 36,5 milioni di sterline. Il progetto fu guidato dagli architetti conservazionisti di Donald Insall Associates. L'allora regina Elisabetta II accettò di pagare le tasse sulle sue entrate e di aprire al pubblico Buckingham Palace, l'altra sua residenza ufficiale, per aiutare a pagare i lavori di restauro.

## Cronologia dell'incendio

### Stadi iniziali

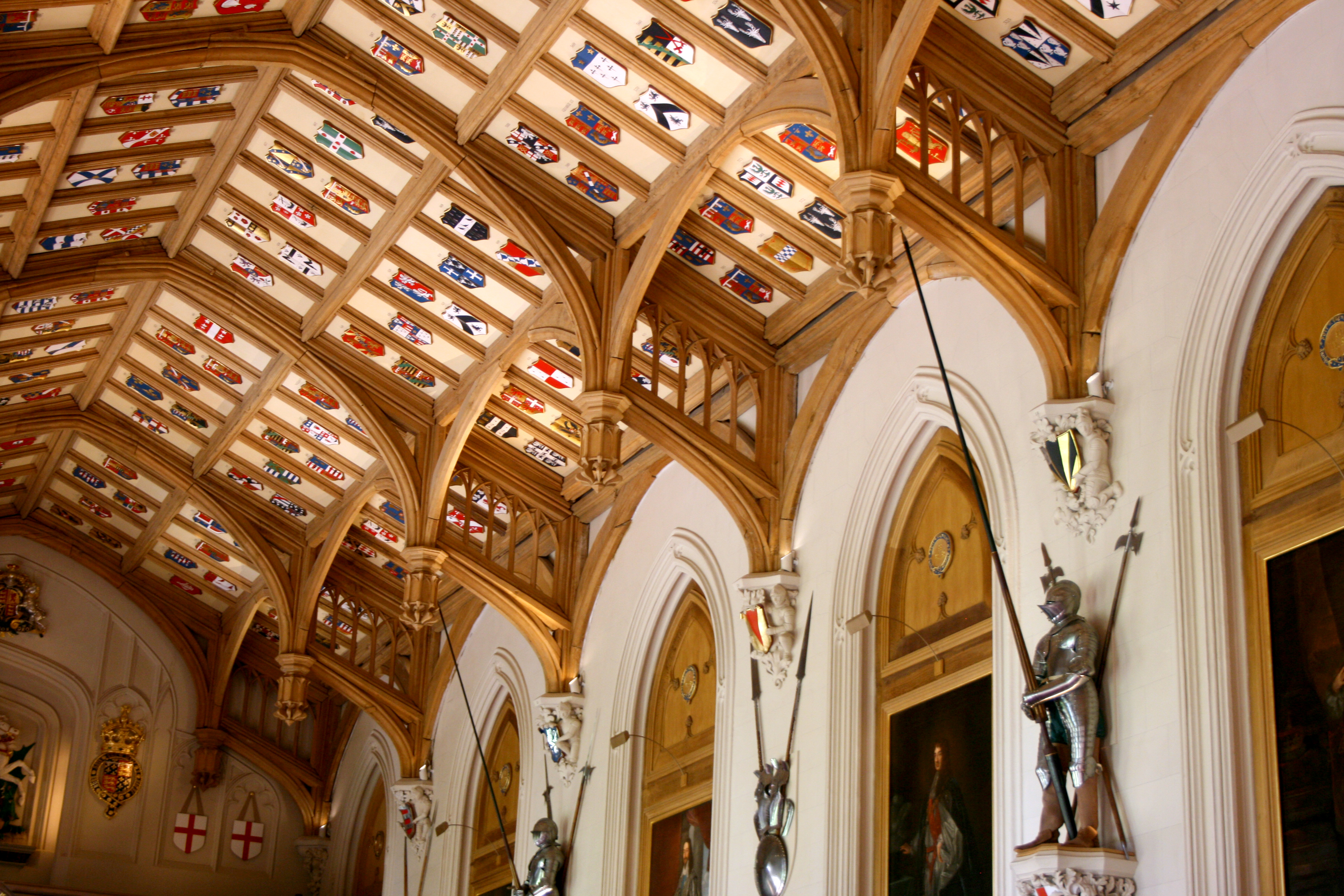
Il nuovo tetto a travi a martello progettato da Giles Downes per la St George's Hall e completato nel 1997.

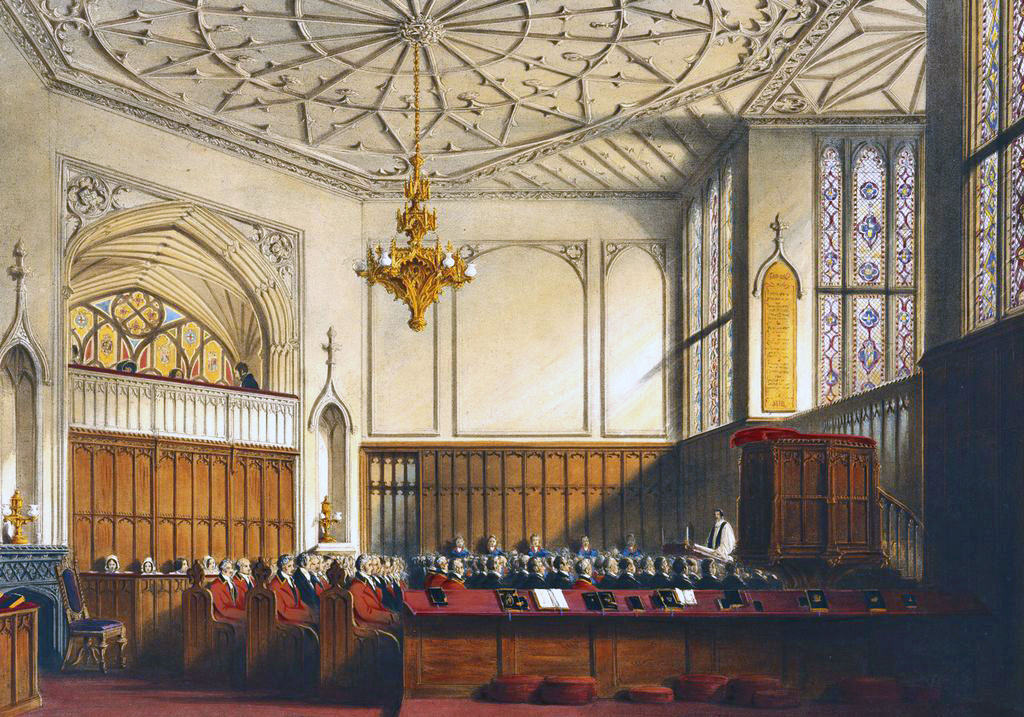
Un disegno della cappella privata realizzato da Joseph Nash nel 1848.

L'incendio scoppiò nella cappella privata della regina alle 11:15 di mattina quando una tenda prese fuoco a causa di un riflettore premuto contro di essa. Alcuni agenti della Casa reale erano nella cappella in quel momento e stavano ispezionando opere d'arte. Poco dopo scattò un allarme antincendio nella stanza dei vigili del fuoco del castello, presidiata dal capo ufficiale dei vigili del fuoco, Marshall Smith. La posizione dell'incendio era indicata da una luce su una mappa a griglia del castello. Inizialmente, la torre Brunswick era illuminata, ma presto le luci cominciarono a lampeggiare, indicando che l'incendio si era rapidamente diffuso nelle stanze vicine.
Una parte importante degli appartamenti di stato fu presto in fiamme. Degli appaltatori edili che lavoravano in una stanza vicina tentarono di affrontare le fiamme usando estintori. Dei teli lunghi fino a 9 metri finirono per cadere sul pavimento e continuarono a bruciare, mentre i presenti cominciarono a rimuovere i dipinti dalla cappella, finché alle 11:32 il caldo intenso e la pioggia di braci non li costrinsero ad andarsene.
Alle 11:36, il signor Smith premette un interruttore per avvertire la sala di controllo della caserma dei vigili del fuoco di Reading. Quindi attivò l'allarme antincendio pubblico nel castello e telefonò al Royal Berkshire Fire and Rescue Service su una linea diretta, dando il messaggio: "Qui al castello di Windsor, abbiamo un incendio nella cappella privata. Venite al Quadrilatero come disposto".
Il castello aveva ancora la sua squadra di vigili del fuoco di venti persone, di cui sei erano a tempo pieno. Equipaggiati con una Land Rover e una autopompa, avevano sede nelle stalle situate due miglia a sud del castello, e arrivarono sulla scena alle 11:41. Gli apparecchi del servizio antincendio e di soccorso arrivarono alle 11:44. Alle 11:56 vennero chiesti 17 apparecchi di pompaggio. Le operazioni per salvare mobili e le opere d'arte, che coinvolsero il personale del castello, gli appaltatori edili e il figlio della regina, il principe Andrea, duca di York, iniziarono in stanze adiacenti all'incendio.

### Eventi successivi
Alle 12:12 c'erano 20 autopompe e alle 12:20 il loro numero era pari a 35, con oltre 200 pompieri provenienti da Londra, Buckinghamshire, Surrey e Oxfordshire, oltre che dal Berkshire, al lavoro. Il comandante delle operazioni era David Harper, vice capo degli ufficiali di sicurezza antincendio e salvataggio. L'ufficiale capo, Garth Scotford, era fuori dal paese, in vacanza.
Alle 12:20, l'incendio si era esteso alla St George's Hall, una sala per banchetti e la stanza più grande degli Appartamenti di Stato. Il numero di apparecchi antincendio ammontava a 39 e quello dei pompieri presenti a 225. Le pompe furono poste in tutti i livelli dell'edificio in modo da circondare l'incendio. Come indicazione della portata dell'incendio, dal 1973 solo un incendio aveva richiesto l'uso di 30 apparecchi in tutta la Grande Londra.
Alle 13:30, gli artigiani riuscirono a estinguere le fiamme lungo il muro meridionale del Green Drawing Room (all'estremità della St George's Hall, sul lato est del Quadrilatero) e nell'angolo nord-ovest della torre Chester, dove erano state create delle pause, quella torre si unisce al Grand Corridor. I pompieri avevano iniziato a portare il fuoco sotto controllo, anche se il tetto degli Appartamenti di Stato aveva iniziato a collassare.
Alle 15:30, i piani della torre Brunswick crollarono. I pompieri dovettero ritirarsi temporaneamente per localizzare tre uomini che furono per poco tempo persi nel fumo, e si ritirarono di nuovo perché essi erano temporaneamente dispersi quando una parte del tetto crollò.
Alle 16:15, l'incendio riprese vigore nella torre Brunswick. Mentre calava la notte, il fuoco si concentrò nella torre che alle 18:30 fu inghiottita da fiamme alte fino a 15 metri.
Alle 19:00 il tetto della St George's Hall crollò.
Alle 20:00, dopo circa nove ore, l'incendio fu messo sotto controllo. Continuò tuttavia per altre tre ore.
Alle 23:00, l'incendio principale era estinto e alle 2:30 furono spenti gli ultimi fuochi secondari. I vigili del fuoco rimasero fino alle prime ore del mattino, circa 15 ore dopo l'inizio. Sessanta vigili con otto apparecchi rimasero in servizio per diversi giorni. Il fuoco si era diffuso rapidamente a causa delle grandi cavità e dei vuoti nel tetto. Per spegnere l'incendio furono utilizzati 7 milioni di litri di acqua della rete idrica, un idrante alimentato a serbatoio, una piscina, un laghetto e il vicino fiume Tamigi.

## Le reazioni della famiglia reale
La regina fu informata dell'incendio da una telefonata del principe Andrea, duca di York, che era nelle scuderie del Quadrilatero dagli appartamenti di Stato per fare ricerche per il suo corso allo Staff College di Camberley quando scoppiò l'incendio. Il principe arrivò alle 15:00 e rimase al castello per un'ora, poi informò la stampa, dicendo ai giornalisti che Sua Maestà era devastata. Il principe Carlo si recò al castello la sera. La regina tornò di nuovo il mattino seguente per ispezionare i danni.
In un discorso alla Guildhall il 24 novembre, la regina descrisse il 1992 come annus horribilis, una locuzione latina che significa "anno orribile". All'inizio dell'anno, Buckingham Palace aveva infatti annunciato la separazione del principe Andrea e Sarah Ferguson e le rivelazioni sul matrimonio di Carlo e Diana furono pubblicizzate nei media e in un libro scritto da Andrew Morton. Due settimane dopo, fu annunciata la separazione dei principi di Galles.

## Operazione salvataggio
Oltre alle centinaia di vigili del fuoco direttamente coinvolti nella lotta contro l'incendio, anche il personale e i commercianti aiutarono i vigili del fuoco del castello e il corpo di salvataggio volontario spostando i mobili e le opere d'arte dagli appartamenti. Riuscirono a spostare anche un tavolo lungo 46 metri e un tappeto lungo 37 m dalla Waterloo Chamber, mettendoli in sicurezza nella scuola di equitazione del castello. Fu un'enorme operazione: 300 orologi, una collezione di miniature, migliaia di libri preziosi e manoscritti storici, vecchi disegni del Maestro dalla Biblioteca Reale vennero messi in salvo. In base alle istruzioni dei vigili del fuoco, furono lasciati dietro pesanti casse e tavoli. Tutti gli altri oggetti furono collocati su giganteschi teloni di tela nel North Terrace e nel Quadrilatero, e la polizia chiamò decine di furgoni di rimozione da una grande parte delle contee per trasportare gli oggetti in altre parti del castello.
I membri della Casa reale, incluso il lord ciambellano David Ogilvy, XIII conte di Airlie, assistettero alle operazioni. Il dipartimento della Royal Collection fu particolarmente attivo, compresi il direttore, sir Geoffrey de Bellaigue, il surveyor of pictures Christopher Lloyd, il vice ispettore delle opere d'arte della regina Hugh Roberts, il curatore della sala stampa Roberts e il bibliotecario Oliver Everett. La Household Cavalry arrivò dalla vicina caserma di Combermere. Circa 100 ufficiali e uomini delle Life Guards si dimostrarono fondamentali per lo spostamento di oggetti voluminosi. In tutto, 125 membri dello staff del castello, 125 appaltatori, 100 militari e 20 membri della Crown Estate furono coinvolti nell'operazione di salvataggio.
Non vi furono feriti gravi e morti. Dean Lansdale, un decoratore che si trovava nella cappella privata, si ustionò le mani mentre rimuoveva alcune fotografie ma riuscì a salvarne tre o quattro. Fu trasferito nell'infermeria reale e poi in ospedale. Un portavoce reale smentì le notizie riportate dai media secondo le quali Christopher Lloyd, il perito dei quadri della regina, aveva subito un attacco di cuore. Cinque pompieri furono portati in ospedale con ferite lievi.

## Estensione del danno al castello

### Danno strutturale
La maggiore perdita fu per il fabbricato del castello. Il controsoffitto nella St George's Hall e il vuoto per le riserve di carbone sotto il suo pavimento permisero al fuoco di diffondersi. Le fiamme arrivarono fino alla torre Chester. Crollarono diversi soffitti. Gli appartamenti bruciati includevano la Crimson Drawing Room (completamente sventrata), la Green Drawing Room (gravemente danneggiata, anche se solo parzialmente distrutta dal fumo e dall'acqua) e la cappella privata (incluso l'organo Henry Willis a due facce del XIX secolo nella galleria tra la St George's Hall e la cappella, pannelli di quercia, vetro e altare).
Della St George's Hall sopravvissero gran parte delle pareti ma il soffitto crollò. Anche la sala da pranzo statale nella torre del Principe di Galles e la grande sala di ricevimento furono devastate. In totale, 100 stanze furono colpite dall'incendio. Gli appartamenti più piccoli danneggiati o distrutti comprendevano la Star Chamber, la Octagon Room, la torre Brunswick (coperta da 3,5 metri di detriti), la torre Cornovaglia, la torre del Principe di Galles, la torre Chester, la Sala Holbein e la Grande Cucina, che perse l'intonaco dell'intelaiatura e la maggior parte del legname medievale. Il muro esterno sopra la vetrata della Crimson Drawing Room (tra la torre del Principe di Galles e la torre Chester) subì una grave calcificazione.

### Contenuti

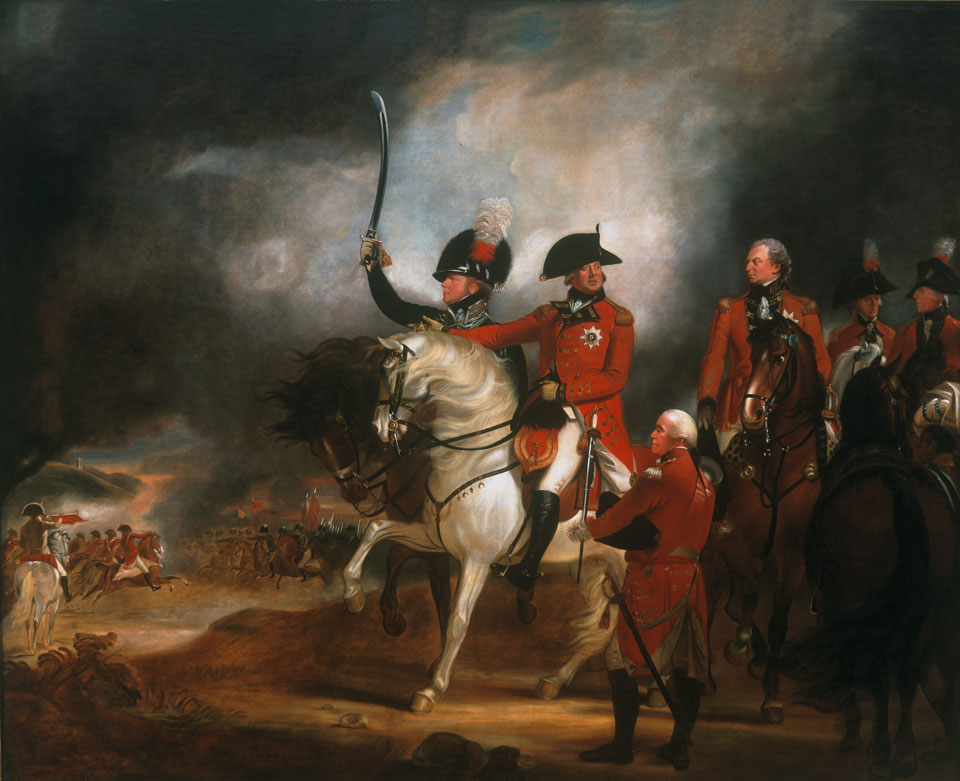
Una copia più piccola del quadro George III and the Prince of Wales Reviewing Troops, un grande dipinto distrutto nell'incendio.

Le stanze più gravemente danneggiate erano state in gran parte svuotate dei loro preziosi contenuti il giorno precedente e alcuni dipinti erano in prestito a una mostra itinerante. Andò invece distrutto il ritratto equestre George III and the Prince of Wales Reviewing Troops di sir William Beechey che essendo di dimensione 4x5 m, era troppo grande per essere rimosso in fretta. Una credenza del 1820 lunga 5,5 m di Morel e Seddon, diversi articoli in porcellana, diversi lampadari, l'organo di Willis e il tappeto Axminster della Grande Esposizione del 1851 finirono in parte bruciati. Peter Brooke, segretario di Stato per il patrimonio nazionale, definì l'incendio un disastro nazionale.

### Turismo
I turisti vennero ammessi nel recinto già tre giorni dopo l'incendio. La regina tornò a casa due settimane dopo. La galleria e la casa delle bambole della regina Maria vennero riaperte a dicembre. Gli Appartamenti di Stato furono riaperti nel 1993, dopo il completamento del cablaggio. Le stanze principali vennero aperte da Pasqua, quando solo la St George's Hall e la Grand Reception Room erano ancora chiuse. Undici delle quindici stanze principali degli Appartamenti di Stato erano aperte, due erano ancora in fase di restauro a lungo termine e altre due erano andate completamente distrutte.

## Progetto di restauro

### Finanziamento
Inizialmente si temeva che ci sarebbero voluti 60 milioni di sterline per restaurare il castello. Il costo finale fu pari a 36,5 milioni di sterline (equivalenti a 58 milioni di sterline del 2016) e dieci anni di lavoro. I palazzi reali occupati come il castello di Windsor sono troppo preziosi per essere assicurati e nemmeno gli oggetti della Royal Collection hanno un'assicurazione. Il 16 febbraio 1993, la banca della regina, Coutts, annunciò l'istituzione di un trust indipendente per ricevere donazioni private per sostenere il costo del restauro. Il 29 aprile 1993 fu annunciato che il 70% dei costi sarebbero stati coperti facendo pagare al pubblico l'ingresso nel recinto del castello. Nei successivi cinque anni si sarebbero ricavati 8 milioni di sterline per l'ammissione a Buckingham Palace nei cinque anni. La regina contribuì con 2 milioni di sterline del proprio patrimonio, e accettò di iniziare a pagare le imposte sul reddito dal 1993 in poi, diventando così la prima monarca britannica a farlo dagli anni '30.

### Pianificazione

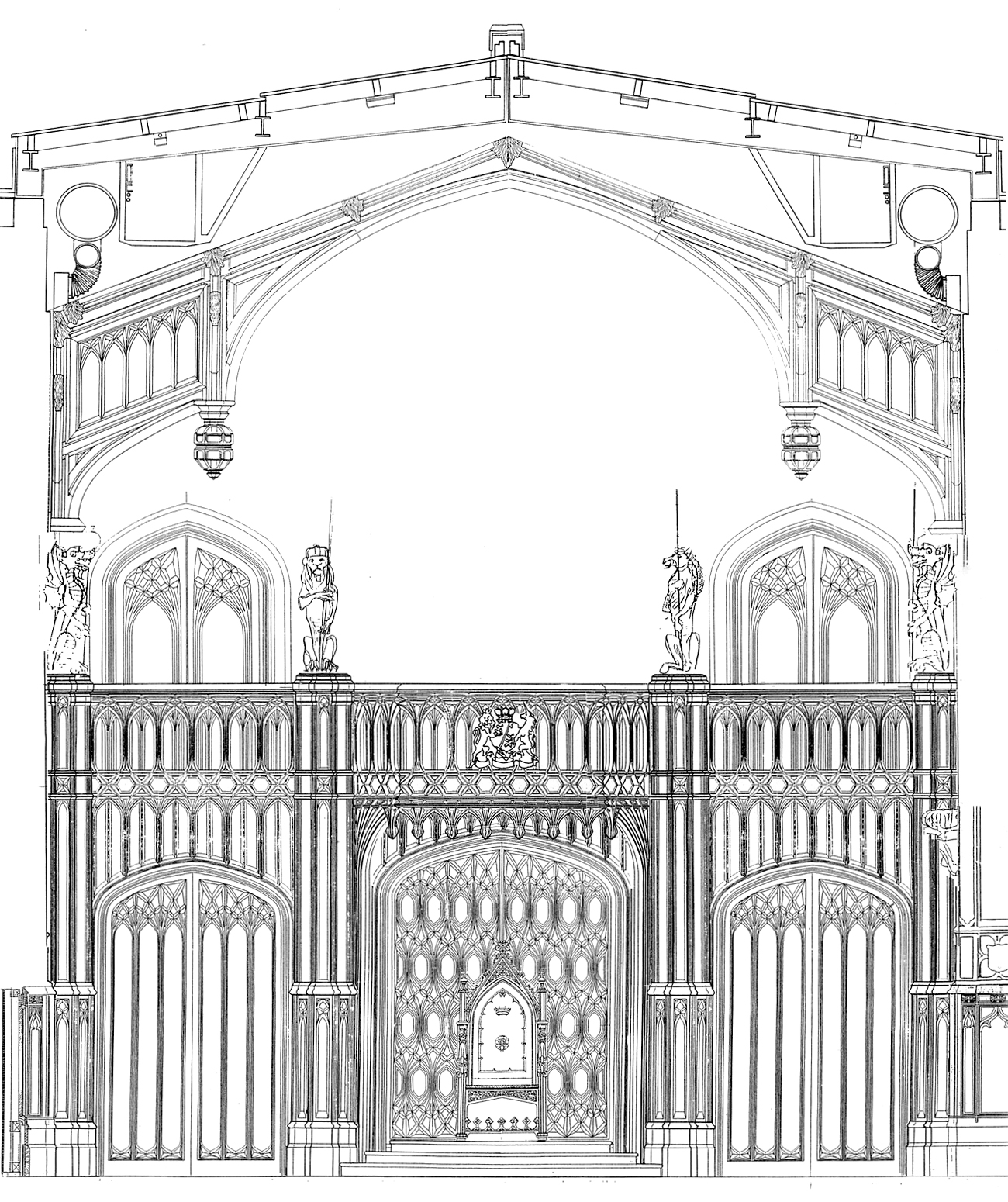
Un diagramma del tetto e della lavorazione del legno della nuova St George's Hall.

Il 7 giugno 1994 furono annunciati i dettagli del progetto di restauro. Lo studio di architettura Donald Insall Associates venne incaricato dalla Casa reale di occuparsi del restauro, con Sidell Gibson che si occupò della ricostruzione della St George's Hall e del design della nuova Lantern Lobby e della cappella privata. Oltre metà delle stanze danneggiate e distrutte, comprese le sale da pranzo di Stato e l'Ottagono, dovettero essere restaurate come originali. Ci furono nuovi progetti per il soffitto della St George's Hall (con travi d'acciaio rinforzate nel tetto), la East Screen, la cappella privata e le sale Stuart e Holbein. Tuttavia, solo la cappella privata della regina e diverse camere moderne dovettero essere restaurate in uno stile moderno.
I progetti furono sottoposti a un comitato di restauro il cui presidente era il principe Filippo, duca di Edimburgo, e il vicepresidente era Carlo, principe di Galles. I membri comprendevano David Ogilvy, XIII conte di Airlie, lord ciambellano; sir Hayden Phillips, segretario permanente del Dipartimento del patrimonio nazionale; Norman St John-Stevas, presidente della Royal Fine Art Commission; sir Jocelyn Stevens, presidente di English Heritage; Frank Duffy, presidente del Royal Institute of British Architects e tre alti funzionari del palazzo.
L'incendio, per quanto catastrofico sia stato, offrì l'opportunità di alcune importanti novità architettoniche. Sebbene criticato da alcune persone che pensavano che mancasse di immaginazione, gli architetti credevano che, data la storia dell'edificio e il tessuto sopravvissuto, il nuovo lavoro dovesse essere di stile gotico.

### Esecuzione
La credenza dorata della sala da pranzo dello stato, lunga 19 piedi e fatta di legno di quercia, era stata progettata da Augustus Welby Northmore Pugin nel XIX secolo. N. E. J. Stevenson ne realizzò una copia utilizzando solo alcune fotografie e descrizioni.
I nuovi disegni per la St George's Hall e la cappella privata vennero approvati dalla regina il 24 gennaio 1995. Progettato dall'architetto Giles Downes, il nuovo tetto per la St George's Hall è un esempio di soffitto con travi a martello. La nuova cappella e i chiostri adiacenti furono riallineati per formare un percorso processionale dagli appartamenti privati, attraverso un vestibolo ottagonale, nella St George's Hall. Il nuovo tetto di Downes è la più grande struttura di quercia verde costruita sin dal Medioevo ed è decorata con scudi dai colori vivaci che celebrano l'elemento araldico dell'Ordine della Giarrettiera. Il design tenta di creare un'illusione di altezza aggiuntiva attraverso la lavorazione del legno gotico lungo il soffitto. I commentatori notarono che il lavoro di Downes fa molto per compensare le dimensioni originariamente difettose della sala. La loggia delle lanterne ha colonne di quercia che formano un soffitto a volta e imita un giglio del genere Zantedeschia.
La prima fase del restauro strutturale fu completata nel maggio del 1996. I lavori, il cui termine previsto era la primavera del 1998, terminarono il 17 novembre 1997. La regina ospitò un ricevimento nella sala recentemente restaurata per gli architetti e gli imprenditori edili coinvolti nel progetto.